# 馬汝驥 (正德進士)
馬汝驥（1493年—1543年），字仲房，号西玄，陝西綏德州（今綏德縣）人。明朝政治人物。

## 生平
正德八年癸酉科陕西乡试第十五名举人，正德十二年（1517年）丁丑科會試一百五十五名，廷试二甲三十九名進士。改翰林院庶吉士。十四年與翰林舒芬等一同力諫明武宗南巡，被罰跪并受杖。庶吉士教習期滿，已经擬授職編修，八月被外放澤州知州。宗室昌化王、恭禧王均在澤州，王府屬下淩虐百姓，被汝驥嚴懲。陵川知縣貪腐，汝驥準備將其黜官，巡按御史特來說情，汝驥不爲所動。
明世宗即位，十六年（1521年）五月復官編修，不久因直諫之功，增秩一等。預修《武宗實錄》，四年六月進修撰。十年十一月升任南京國子監司業，十一年二月改任北京，十四年七月擢南京右通政，改南京國子監祭酒，十九年十月召拜禮部右侍郎兼翰林院侍读学士。尚書嚴嵩對汝驥頗爲賞識，入閣向世宗稱贊，世宗特加汝驥侍讀學士。嘉靖二十二年（1543年）十一月，汝驥卒於任內，追贈禮部尚書，諡文簡。《明史》有傳。

## 家族
曾祖马震。祖父马永盛，壽官。父馬骢，教谕。嫡母党氏，生母王氏。具庆下。兄汝駿。弟汝骅、汝骕。